# UCI Coupe des Nations U23 2021
L'UCI Coupe des Nations U23 2021 est la 15e édition de l'UCI Coupe des Nations U23. Elle est réservée aux cyclistes de sélection nationales de moins de 23 ans. Elle est organisée par l'Union cycliste internationale et fait partie du calendrier des circuits continentaux. 
Quatre épreuves sont au programme, auxquelles il faut ajouter le championnat du monde espoirs et les championnats continentaux espoirs,.

## Résultats

### Épreuves
| Date          | Épreuve                                               | Pays                   | Vainqueur                  | Deuxième          | Troisième          | Leader (nations) |
| ------------- | ----------------------------------------------------- | ---------------------- | -------------------------- | ----------------- | ------------------ | ---------------- |
| 29-30 mai     | Orlen Nations Grand Prix                              | Pologne                | Marijn van den Berg        | Kim Heiduk        | Mick van Dijke     | Pays-Bas         |
| 3-6 juin      | Course de la Paix-Grand Prix Jeseníky                 | Tchéquie               | Filippo Zana               | Kristjan Hočevar  | Toon Clynhens      | Pays-Bas         |
| 19-20 juillet | Étoile d'Or                                           | France                 | Filip Maciejuk             | Kévin Vauquelin   | Filippo Baroncini  | Italie           |
| 13 août       | Championnat panaméricains du contre-la-montre espoirs | République dominicaine | Héctor Quintana            | João Pedro Rossi  | Anderson Arboleda  | Italie           |
| 13-22 août    | Tour de l'Avenir                                      | France                 | Tobias Halland Johannessen | Carlos Rodríguez  | Filippo Zana       | Italie           |
| 14 août       | Championnat panaméricains sur route espoirs           | République dominicaine | Heberth Gutiérrez          | Jesús Marte       | Ricardo Peña       | Italie           |
| 9 septembre   | Championnat d'Europe du contre-la-montre espoirs      | Italie                 | Johan Price-Pejtersen      | Søren Wærenskjold | Daan Hoole         | Italie           |
| 11 septembre  | Championnat d'Europe sur route espoirs                | Italie                 | Thibau Nys                 | Filippo Baroncini | Juan Ayuso         | Italie           |
| 20 septembre  | Championnat du monde du contre-la-montre espoirs      | Belgique               | Johan Price-Pejtersen      | Lucas Plapp       | Florian Vermeersch | Pays-Bas         |
| 24 septembre  | Championnat du monde sur route espoirs                | Belgique               | Filippo Baroncini          | Biniam Girmay     | Olav Kooij         | Italie           |

### Classement par nations
| #  | Pays      | Pts. |
| -- | --------- | ---- |
| 1  | Italie    | 153  |
| 2  | Pays-Bas  | 131  |
| 3  | Norvège   | 99   |
| 4  | Belgique  | 84   |
| 5  | France    | 79   |
| 6  | Danemark  | 77   |
| 7  | Allemagne | 74   |
| 8  | Espagne   | 56   |
| 9  | Tchéquie  | 45   |
| 10 | Autriche  | 45   |